# Château de Łańcut
Le château des Lubomirski et des Potocki, ou Château de Łańcut (du polonais Zamek w Łańcucie) , est un château fort du XVe siècle, transformé en palais entre 1629 et 1641. Il se trouve dans la petite ville de Łańcut, située dans le sud-est de la Pologne (voïvodie des Basses-Carpates).
Avant d'être remanié au XVIIe siècle, le château se compose d'une résidence en maçonnerie et de fortifications bastionnées. À la demande de Stanislas Lubomirski, les artistes les plus renommés comme Maciej Trapola, Krzysztof Mieroszewski, Tylman de Gameren et Giovanni Battista Falconi sont engagés pour réaliser les somptueux décors. Le château devient alors un exemple de résidence défensive de type « Palazzo in fortezza ». Très fréquenté, aussi bien par les touristes que par les habitants de la région, il est le lieu d'importants événements culturels et tout particulièrement du festival annuel de Musique de Łańcut.

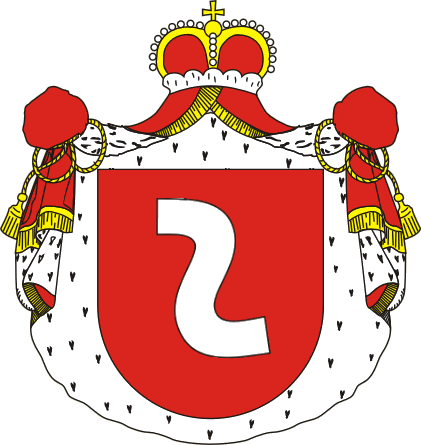
Blason des Lubomirski

Blason du clan Pilawa auquel sont rattachés les Potocki

## Histoire

### Moyen Âge
L'histoire de Łańcut remonte au Moyen Âge. L'année 1349 passe pour être la date de fondation de la ville. On l'associe au roi Casimir le Grand qui fait construire de nombreuses forteresses dans toute la Pologne pour protéger ses sujets contre les conquêtes ennemies. Les premiers maîtres de Łańcut sont la famille des Pilecki et la ville lui doit sa prospérité.
La plus ancienne partie du château remonte aux XIVe siècle et XVe siècle.

### Époque Baroque
En 1586, Łańcut passe aux mains de la famille des Stadnicki. Turbulents et aventuriers, les Stadnicki perdent leur domaine au profit de la famille Lubomirski. En 1626, Stanislas Lubomirski rachete tout le terrain. Il est à l'époque l'un des plus illustres hommes d'État. Prince du Saint-Empire romain germanique, voïvode de Ruthénie et de Cracovie, il est proche du pouvoir royal. Il dépense alors d'importantes sommes dans l'amélioration du château, non seulement afin d'assurer sa protection, mais aussi pour affirmer sa puissance et pour en faire un lieu de prestige, digne d'être la résidence de sa famille, destinée à accueillir un monde élégant. Ainsi, le château érigé sur son ordre erntre 1629 et 1642 comporte des éléments de défense importants, mais sans grande valeur militaire. Les fortifications sont construites sous la forme d'une étoile à cinq branches et pourvues de bastions fortifiés selon le système néo-italien-hollandais.

### Époque moderne et contemporaine
Cependant, la plus grande partie du bâtiment date du XVIIIe siècle. Avec sa femme Izabela Czartoryska, le propriétaire de Łańcut, Stanislas Lubomirski, grand maréchal de la couronne, fait remanier la forteresse en une résidence avec un complexe palais-parc. L'architecte responsable des modifications, Hieronim Jędrzejowski, inscrit le nouveau bâtiment dans le style baroque. Aux travaux de Łańcut participent également Szymon Bogumił Zug et Johann Christian Kamsetzer. Le goût d'Izabela Lubomirska, imprégnée de ses nombreux voyages dans les grandes capitales européennes, se retrouve dans l'aménagement intérieur du château, ainsi que dans l'adjonction de l'orangerie. La décoration est achevée avec l'aide du peintre Vincenzo Brenna. À l'époque, la résidence possède déjà une salle de théâtre. Jean Potocki, savant et écrivain et, en même temps, le gendre d'Izabela Lubomirska y donne la première représentation de sa pièce de théâtre intitulée Parades. En 1816, après la mort de la princesse Lubomirska, tout le domaine devient la propriété de son petit-fils Alfred Ier Potocki, qui y fonde en 1822 un majorat.
L'état dans lequel le château est conservé jusqu'à aujourd'hui est dû à Roman Potocki, le troisième titulaire du majorat, après Alfred II Potocki. Secondé par sa femme, Elżbieta Radziwiłł, il entreprend entre 1889 et 1911 une rénovation générale. Le château est agrandi, par les architectes Armand Bauqué et Albert Pio qui ajoutent les nouvelles ailes et les façades dans le style néo-baroque français. Le parc est agrandi et entouré d'une enceinte. La modernisation comprend aussi l'installation de l'électricité, de l'eau courante et du chauffage central. Après ces travaux, le château de Łańcut devient une résidence moderne de niveau européen. Parmi les hôtes renommés qui y séjournent on compte l'archiduc Rudolf et François Ferdinand.
Aujourd'hui, le château est le siège du musée-château de Łańcut.

## Architecture

### Rez-de-chaussée
On pénètre dans le château par le Grand Vestibule, de forme carrée. Ses décorations murales, inspirées du style Régence, datent du remaniement de la résidence en 1895. Le blason des Potocki ( Pilawa - d'azur à une croix alésée de trois traverses d'argent à laquelle manque le bras inférieur à dextre, Casque couronné, Cimier cinq plumes d'autruche alternativement d'azur et d'argent) décore le sol de carreaux de terre cuite. Les emblèmes d'autres familles aristocratiques liées aux Potocki ornent le plafond.
La Chapelle : deux fenêtres éclairent cette pièce de forme carrée. La voûte d'arêtes est décorée sur ses arcs des motifs en forme de perle. Le parquet avec des motifs géométriques, en chêne et en sycomore, date des années 1930 du XIXe siècle.
Le cabinet du Propriétaire du Domaine : on doit l'apparence actuelle du cabinet au travail de restauration réalisé en 1929 par Tadeusz Dachowski. La polychromie est imitée du style pompéien. L'ensemble des meubles gracieux a été fabriqué dans les ateliers les plus renommés de Varsovie et de Lwów au XXe siècle, sous inspiration du style Chippendale anglais. Les canapés et les fauteuils rembourrés de cuir et de tissu datent de la fin du XIXe siècle. Au-dessus de la cheminée, on a accroché le portrait d'Alfred Potocki.
La chambre aux vues doit son nom à deux tableaux qui représentent les vues du château avant et après le remaniement exécuté à la charnière des XVIIIe et XIXe siècles. Son décor est enrichi d'un effet d'illusion dû aux peintures dont l'origine est attribuée à Vincenzo Brenna.
Dans le coin se trouve une cheminée classique de marbre jaunâtre et rose dont l'auteur est le plus probablement Chrystian Piotr Aigner.
L'appartement de Brenna se compose d'un Salon et d'une Chambre à coucher. Les décors polychromes de Vincenzo Brenna présentent des scènes grotesques d'inspiration antiquo-romantique. Brenna a également réalisé des tapisseries qui revêtent les murs du Salon. Dans la Chambre à coucher on retrouve un lit de style Biedermeier en placage de noyer et, parmi les objets d'art, une horloge et des figures en porcelaine Wedgewood, placées sur la cheminée.
L' appartement Turc comprend trois pièces (Salle à manger, Salon, Chambre à coucher) accompagnées d'une Salle de bain. L'ensemble doit son nom aux embourrures et au décor polychrome de la fin du XIXe siècle marqués par l'influence turque. Au cours des travaux de conservation réalisés dans les années 1950. du XXe siècle, l'appartement a regagné son apparence classique de la fin du XVIIIe siècle.

### Premier étage
Le Salon d'angle ouvre l'enfilade des pièces d'apparat. L'élément d'intérêt majeur ici est la décoration stuquée inspirée du style Rococo français. Au début du XIXe siècle, les architectes, Amand Louis Bauqué et Alberto Pio ont fait orner le Salon de guirlandes de fleurs peintes de tons pastel tendres. On retrouve le même motif décoratif sur les meubles et le four.
La petite Salle au Zodiaque est une chambre de plan octogonal avec une coupole stuquée en style baroque italien. La décoration de la coupole est attribuée à Giovanni Battista Falconi qui l'aurait effectuée à la commande de Stanislas Lubomirski au milieu du XVIIe siècle. On y retrouve aussi des peintures représentant des allégories des saisons et les signes du zodiaque, de l'école vénitienne du XVIIIe siècle.
La bibliothèque n'est accessible que par un petit vestibule depuis la Salle au Zodiaque. La pièce présente un décor mural composé du lambris en bois de chêne avec des étagères à livres encastrées. Une cheminée en marbre brun veiné est installée contre le mur rehaussé de motifs ornementaux de style Renaissance.
Le Salon de Boucher doit son nom aux tableaux de François Boucher qu'y étaient accrochés jusqu'en 1944. La pureté néoclassique du salon représentative des années 1780 est due à Szymon Bogumił Zug et Johann Christian Kamsetzer. La pièce est ornée de différents rinceaux et fleurs, ainsi que de feuillage d'acacia et de guirlandes de feuilles de chêne. Un luminaire d'albâtre en forme de jatte est fixé à la rosace du plafond.
La salle de bal, dont le décor a été confié à Chrystian Piotr Aigner et Fryderyk Bauman, constitue l'un des plus remarquables exemples du style classique en Pologne. Les murs sont ornés d'une frise des griffons. Les panneaux situés au-dessus des portes sont décorés de motifs en stuc. Le plafond est peint d'un décor figurant un ciel de nuées blanches. En face des trois paires de fenêtres, sont suspendus six grands miroirs qui reflètent la lumière dans la salle. Le parquet mosaïque en frêne, chêne et sycomore a été installé en 1833.
La salle de théâtre a été construite dans les années 1870 par Chrystian Piotr Aigner. C'est un exemple unique de salle de ce type qui a résisté jusqu'aujourd'hui dans les résidences aristocratiques en Pologne. Il y est fait un usage intensif de jaune et blanc avec des accents dorés. Au-dessus de la scène, on voit une peinture d'Eduard Veith représentant Apollon entouré des Muses.
L'appartement chinois comprend trois pièces (Salon, chambre à coucher, salle de bain). Remanié à l'époque des grandes découvertes archéologiques, au début du XIXe siècle en style d'Extrême-Orient, il a été décoré dans les années 1880 par Vincenzo Brenna. Les murs du salon ont été agrémentés de motifs inspirés des quatre styles pompéiens.
La polychromie est en partie une copie fidèle des peintures antiques découvertes à Pompéi. Dans la chambre à coucher, on retrouve de nombreux objets d'art qui font preuve du goût des propriétaires pour l'art chinois. Ils ont été élaborés en laque, en bronze et en porcelaine à la charnière des XVIIIe et XIXe siècles.

## Parcs et jardins

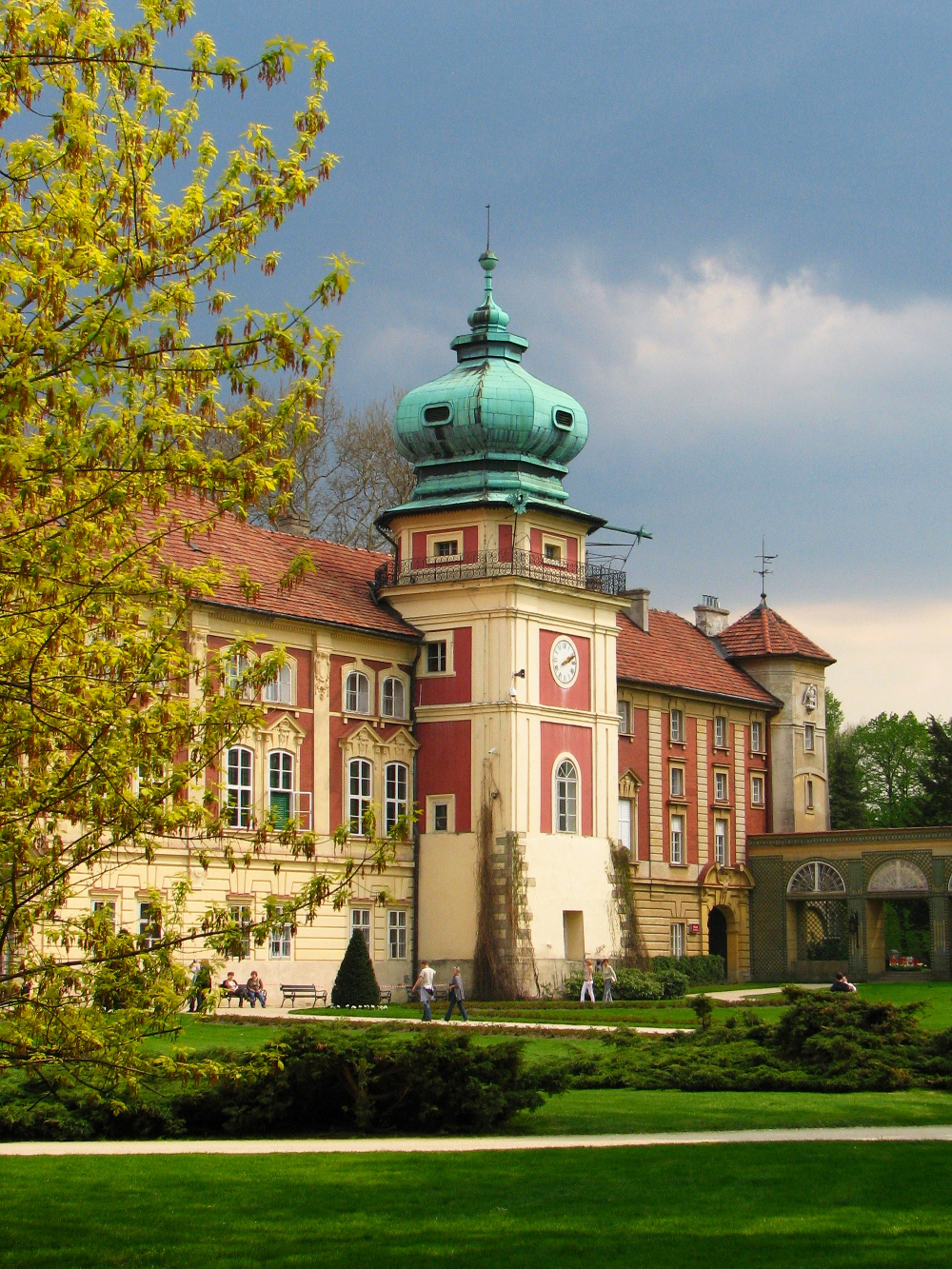
Parc et jardin du château

Le château est entouré d'un très beau parc à l'anglaise qui occupe 31 hectares. Il remonte au début du XVIIIe siècle, quand Izabela née Czartoryska, maréchale Lubomirska a confié son aménagement au célèbre jardinier-paysagiste Maxwald.
Néanmoins, l'entourage du château d'aujourd'hui est dû à Roman et Elżbieta Potocki qui, à la fin du XIXe siècle, ont fait entreprendre des travaux jardiniers qui ont duré 14 ans.
Le parc se compose d'une partie dite intérieure et de l'autre, dite extérieure. La partie intérieure comprend le jardin italien et la roseraie. Ce dernier se trouve au voisinage de l'Orangerie dans laquelle, depuis 1965, on peut admirer un jardin d'hiver avec une exposition de plantes et d'animaux. La partie extérieure comprend le Petit Château Romantique, la tonnelle, le jardin d'orchidées, le court de tennis avec une pergola près du Manège et le petit parc près des Écuries et la Remise. Il vaut mentionner que dans cette dernière se trouve un Musée de voitures à cheval.